# Pleroma aotea
Pleroma aotea är en svampdjursart som beskrevs av Kelly 2003. Pleroma aotea ingår i släktet Pleroma och familjen Pleromidae.
Artens utbredningsområde är havet kring Nya Zeeland. Inga underarter finns listade i Catalogue of Life.